# Distretto di Yarmein
Il distretto di Yarmein è un distretto della Liberia facente parte della contea di Nimba.